# Ермолаев, Сергей Ильич
Сергей Ильич Ермолаев (12 июля 1924 — 11 января 1945) — младший лейтенант Рабоче-крестьянской Красной Армии, участник Великой Отечественной войны, Герой Советского Союза (1945).

## Биография
Сергей Ермолаев родился в 1924 году в деревне Загоскино (ныне — Пензенский район Пензенской области). Окончил семь классов школы. С 1936 года проживал в Исилькульском районе Омской области, работал водителем в совхозе. В августе 1942 года Ермолаев был призван на службу в Рабоче-крестьянскую Красную Армию. В 1943 году окончил курсы младших воентехников, после чего служил в полевой артиллерийской мастерской. С июня 1944 года — на фронтах Великой Отечественной войны. Принимал участие в боях за освобождение Украинской и Молдавской ССР, Болгарии, Румынии, Югославии и Венгрии. К январю 1945 года младший техник-лейтенант Сергей Ермолаев командовал огневым взводом 1963-го истребительно-противотанкового артиллерийского полка 42-й отдельной истребительно-противотанковой артиллерийской бригады 4-й гвардейской армии 3-го Украинского фронта. Отличился во время освобождения Венгрии.
11 января 1945 года взвод Ермолаева отражал контратаку немецких танковых и механизированных подразделений в районе населённого пункта Замой в 12 километрах к северу от Секешфехервара. Артиллеристам удалось подбить четыре танка, но это не остановило наступающих. Ермолаев со связкой гранат бросился под один из надвигавшихся танков, подорвав его вместе с собой. Его действия позволили сорвать немецкую контратаку. Ермолаев был похоронен на воинском кладбище в Будапеште.
Указом Президиума Верховного Совета СССР от 25 января 1945 года за «мужество и героизм, проявленные в боях» младший техник-лейтенант Сергей Ермолаев посмертно был удостоен высокого звания Героя Советского Союза. Также был награждён орденами Ленина и Красной Звезды.
В честь Ермолаева названы улицы в Омске и Исилькуле, установлен бюст в совхозе посёлка Боевой (Омская область), где он работал до войны.